# Дом священника в Борли
Дом священника в Борли или Борли-Ректори (англ. Borley Rectory) — особняк в викторианском стиле, находившийся в деревне Борли в графстве Эссекс, Англия. Особняк был построен в 1863 году для проживания настоятеля прихода Борли и его семьи, но был сильно повреждён пожаром в 1939 году и снесён в 1944 году.
С момента постройки обитатели дома постоянно сообщали о якобы наблюдении различных паранормальных явлений, происходивших там, но окончательно дом приобрёл репутацию самого населённого привидениями дома в Англии после того, как в 1929 году газета «The Daily Mirror» выпустила о нём соответствующую статью. В том же году Гарри Прайс, известный исследователь паранормальных явлений, начал изучение событий, происходивших в доме священника. Позже он написал о доме две книги.
Отчёты Прайса привели к тому, что Общество психических исследований провело там своё официальное расследование, которое в итоге поставило под сомнение некоторые утверждения Прайса, а некоторые и вовсе признало надуманными или сфабрикованными. Тем не менее, это не подавило общественный интерес к дому.

## История

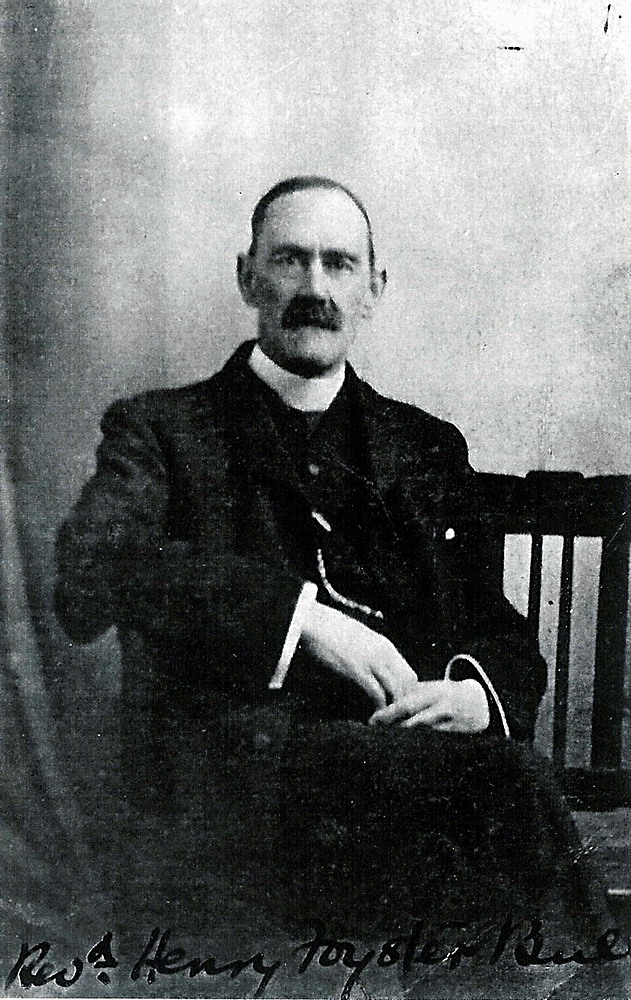
Преподобный Генри Булл, первый владелец особняка

Дом был построен на Холл-роуд недалеко от церкви Борли преподобным Генри Доусоном Эллисом Буллом в 1862 году, куда он переехал через год после того, как был назначен настоятелем прихода. Кирпичное здание было построено под влиянием стиля известного архитектора Августа Пьюджина и располагалось на месте предыдущего дома священника, который был построен в XVI веке и был разрушен пожаром в 1841 году. Изначально новый дом был небольшим по площади, но по мере того, как разрасталась семья Булл (в ней в конечном итоге родилось 14 детей), к дому пристроили дополнительное крыло. В итоге дом представлял собой миниатюрный дворец с 35 комнатами, большим чердаком и обширными подвалами.
В 1892 году Генри Булл умер и особняк перешёл к его сыну Генри Фойстеру Буллу (тоже ставшему настоятелем), который владел им до своей смерти 9 июня 1927 года, после чего Буллы покинули дом. В следующем году, 2 октября, в дом въехал с женой новый приходской священник Гай Эрик Смит. Вскоре после переезда жена Смита, убирая шкаф, наткнулась на пакет из коричневой бумаги, в котором лежал череп молодой женщины. Далее семья, по их собственным утверждениям, стала свидетелем различных инцидентов, включая свет, появляющийся в окнах, необъяснимые шаги и звуки отсоединённых колокольчиков для прислуги. Кроме того, жена Смита утверждала, что видела ночью карету, запряженную лошадьми. Смиты обратились в газету «Daily Mirror» с просьбой связаться с ОПИ. 10 июня 1929 года газета прислала репортера, который быстро написал первую из серии подробно описывающих данный инцидент статью. Газета также организовала визит в дом исследователя паранормальных явлений Гарри Прайса. Он прибыл 12 июня и сразу же появились явления нового рода, такие как бросание камней, вазы и других предметов, а на зеркалах стали появляться различные «послания от духов». Как только Прайс ушёл, то всё это прекратилось. Жена Смита позже утверждала, что подозревала Прайса в фальсификации всех этих феноменов.
Сам Прайс использовал эти события в качестве материала для двух его книг. В мае 1937 года он арендовал здание на один год у владевших им в то время Альфреда и Евы Хеннинг. Через некоторое время Альфред Хеннинг выставил дом на продажу, так как он был слишком большим для его семьи. Новым владельцем особняка стал отставной капитан В. Грегсон. 27 февраля 1939 года Грегсон случайно уронил керосиновую лампу, которая стала причиной пожара, уничтожившего особняк. В августе 1943 года при обследовании руин здания Прайс и Хеннинг вместе с помощниками обнаружили в подвале дома фрагменты женского черепа и челюсти. Медицинская экспертиза челюсти установила наличие глубокого абсцесса, который, по мнению судмедэкспертов, причинял сильную боль её владелице, данное заключение подтверждало показания видевших призрак свидетелей, которые утверждали, что её лицо выражало боль, однако фактических подтверждений тому, что кости были как-то связаны с паранормальными событиями в доме, так и не обнаружили. Сам Прайс был убеждён, что найденные им останки принадлежат монахине, чей призрак неоднократно появлялся в окрестностях особняка. Для того, чтобы прекратить появление призрака, он похоронил найденные кости по христианскому обычаю. В конце 1940-х годов на месте разрушенного особняка новый владелец земли, Джеймс Тернер, построил небольшой домик, в 1951 году он продал его супругам мистеру и миссис Роберт Бэкон, которые переехали туда вместе со своими детьми и престарелыми родителями Роберта. В 1954 году известный исследователь паранормальных явлений Филипп Поль провёл продолжительные раскопки на месте сгоревшего особняка, которые, впрочем, не принесли никаких результатов, за исключением ещё большей популяризации Борли. В конце 80-х — начале 90-х годов XX века на месте, где раньше стоял особняк, было построено несколько муниципальных зданий. Несмотря на то, что особняк давно разрушен, до сих пор в СМИ появляются новые рассказы о встречах с призраками Борли.

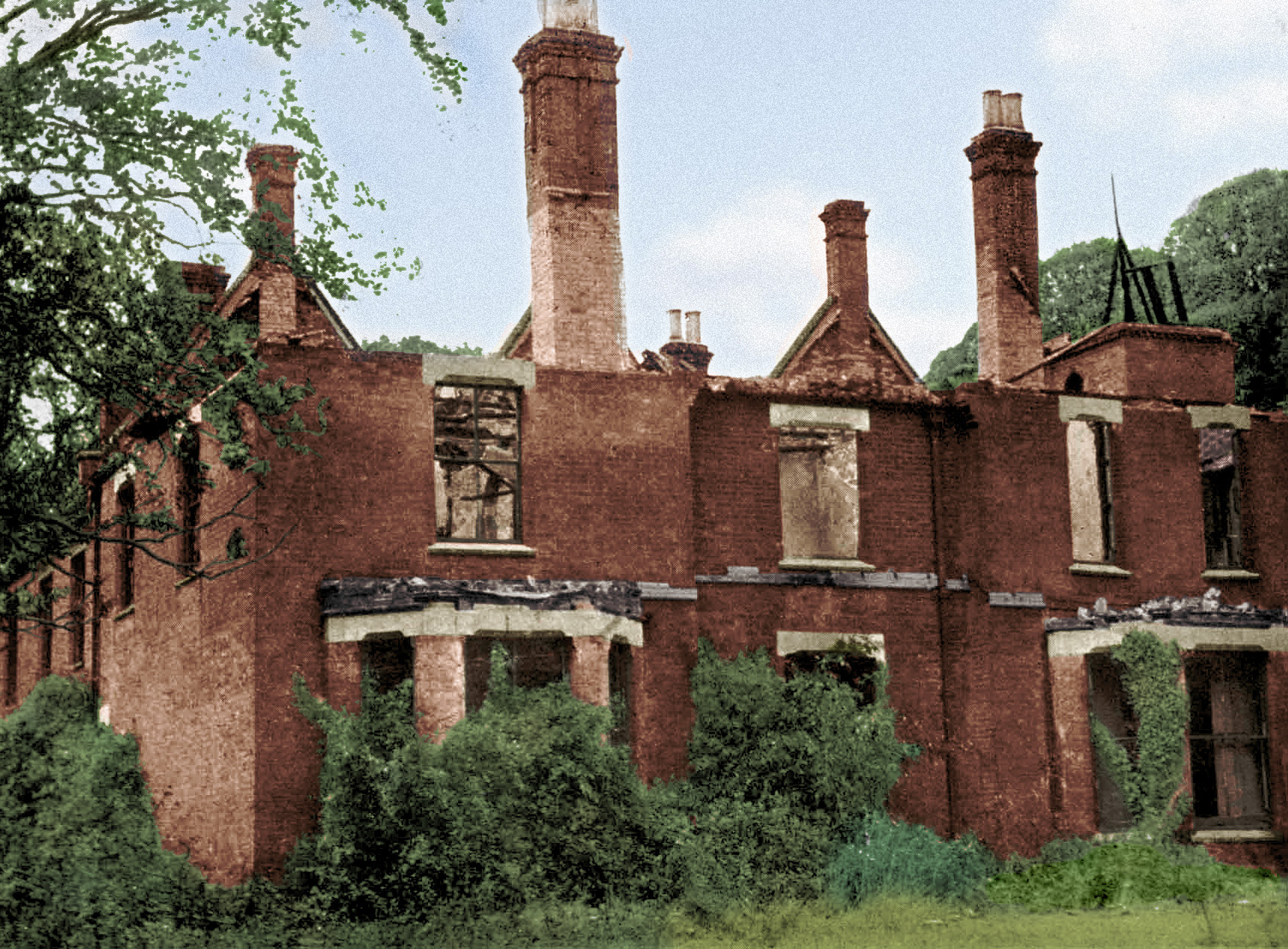
Особняк после пожара 1939 года.

Паранормальные события в особняке привели к множеству дискуссий и споров вокруг их достоверности. В особенности это касалось того периода, когда дом исследовал Гарри Прайс. Многие исследователи особняка обвиняли его в том, что он как минимум преувеличивал события, происходившие в доме, а как максимум сфальсифицировал большинство из них. Прайс написал о доме две книги — «Самый знаменитый дом с привидениями в Англии» и «Конец загадки Борли», в которых описал свои исследования особняка. Эти книги были подвергнуты жёсткой критике; так, например, Эрик Дингвол, Кэтлин Голдни и Тревор Холл в своей книге «Привидения в доме священника Борли» обвинили Прайса в фальсификации паранормальных явлений, они писали: 
При подробном анализе выясняется, что сведения о появлении призраков и полтергейста после исследований Прайса становятся со временем всё менее впечатляющими и наконец исчезают вовсе.
Помимо уже упомянутых книг, Борли Ректори посвящены «Четыре современных призрака» Дингвола и Холла и «В поисках Гарри Прайса» Холла. Взвешенный подход в оценке событий, происходивших в доме приходского священника, содержится в книге «Призраки в Борли: критический анализ» Питера Андервуда и Пауля Табори.

## Паранормальные явления

### Призрак монахини
Ещё до переезда семейства Буллов в Борли, место, на котором был построен особняк, на протяжении всего XIX века пользовалось дурной славой. Местные жители утверждали, что неоднократно видели там призраков монаха и монахини. До сих пор не утихают споры кому именно принадлежал этот призрак. Свидетели часто описывали его как женщину с бледным, болезненным лицом, в чёрной одежде напоминающей монашескую. Существует несколько версий о появлении этого призрака. По одной из них монахиня, жившая в монастыре, на месте которого позже был построен особняк семьи Буллов, полюбила монаха из монастыря, находящегося в городке Бьюзе, расположенном невдалеке от Борли. Монах ответил ей взаимностью, однако до того, как им удалось бежать, их связь была раскрыта, и влюблённые были умерщвлены. По одной из версий этой легенды, монахиня была заживо замурована в стенах своего монастыря. Достоверность этой истории неоднократно ставилась под сомнение, и фактов, подтверждающих её, не удалось обнаружить. По другой, выдвинутой каноником У. Дж. Фитианом Адамсом, призрак принадлежит француженке по имени Мари Лар, которая бежала в Англию со своим любовником, однако тот предал её и убил на том месте, где позже был построен дом приходского священника. Однако, это версия представляет собой голое умозаключение, не основанное ни на одном подтверждённом факте.
Впервые семья Буллов столкнулась с призраком монахини 28 июля 1900 года. Дочь Генри Булла Этель, вместе со своими двумя сёстрами возвращалась в тот день из гостей. Войдя в сад, разбитый перед их домом, они увидели фигуру в тёмном одеянии, которая шла вдоль ручейка протекавшего по саду. Так как эта фигура находилась от них на некотором расстоянии, они не могли разглядеть её лицо. Четвёртая девушка, встречавшая своих сестёр, восприняла эту фигуру, как нечто материальное и подошла к ней, к её удивлению фигура внезапно исчезла. С этого дня обитатели дома стали часто сталкиваться с этим призраком. Этель Булл прожила 93 года и до самой своей смерти в 1961 году настаивала на правдивости этой истории.
Призрак монахини чаще всего можно было видеть прогуливающимся по одному и тому же маршруту в саду, разбитом перед домом священника. Этот маршрут получил название «Аллея монахини». Генри Булла призрак не пугал, он даже построил летний домик рядом с аллеей, из которого неоднократно наблюдал перемещения монахини.